# گنگ جو
گنگ جو (به کره‌ای: 강조) ژنرال ارتش گوریو در زمان ملکه چونچو بود.
او در اصل از فرزندان فرماندهان ارتش بالهایی بود که پدرش در جنگ با دودمان لیائو کشته شده بود و کینه انتقام از لیائو در او بود. به همین دلیل به ارتش گوریو پیوست و تحت حمایت ملکه چونچو و ژنرال گانگ گام چان به مقام وزیر جنگ دربار دست یافت. چنین روایت شده‌است که او در نبرد با دشمنان بی نظیر بود و کسی یارای مقابله با او را نداشت. او نیزه زن ماهری بود. او در سال ۱۰۱۰ میلادی زمانی که در تعقیب ارتش مخصوص شنگ‌زونگ بود و به علت خیانت چند تن از یاران نزدیکش به تله افتاد و کشته شد.